# ماکان ترائوره (بازیکن فوتبال، زاده ۱۹۹۲)
ماکان ترائوره (انگلیسی: Makan Traoré؛ زادهٔ ۲۶ مهٔ ۱۹۹۲) بازیکن فوتبال اهل فرانسه است.